# Криворізький сільський ґебіт
Криворі́зький сільськи́й ґебі́т, сільська́ окру́га Криви́й Ріг (нім. Kreisgebiet Kriwoi Rog-Land) — адміністративно-територіальна одиниця генеральної округи Дніпропетровськ Райхскомісаріату Україна з центром у Кривому Розі, що існувала в часи Німецько-радянської війни.

## Історія
Ґебіт утворено о 12 годині дня 15 листопада 1941 року  на території Дніпропетровської області. Він поділявся на 3 райони: район Апостолове (Rayon Apostolowo), сільський район Кривий Ріг (Rayon Kriwoi Rog-Land) та район Широке (Rayon Schirokoje), збігаючись межами з трьома відповідними радянськими районами довоєнної Дніпропетровської області:  Апостолівського, Криворізького і  Широківського.
22 лютого 1944 року адміністративний центр округи було відвойовано радянськими військами.